# Nirgendwo sonst
Nirgendwo sonst ist der erste Roman von Christiane Neudecker
Er erschien 2008 im Luchterhand Literaturverlag, München. Die Handlung spielt in Myanmar, ungefähr im Jahr 2004, und wird aus der Perspektive eines deutschen Rucksacktouristen erzählt. Hauptthemen sind das Leben in einer Diktatur und der Verlust des Wirklichkeitsgefühls in einem exotischen Land.

## Handlung
Die Geschichte wird im Buch in mehreren parallelen Erzählsträngen wiedergegeben: Die „Gegenwart“ läuft ab der Trennung an der Bushaltestelle, in Rückblenden werden der erste Teil der Reise und die Flucht aus der DDR erzählt.  
Der deutsche Rucksacktourist, dessen Namen der Leser nicht erfährt, hat in Burma die attraktive, mutige, aber etwas naive dänische Backpackerin Sine kennengelernt, als sie ihm aus einer unangenehmen Situation half. Die beiden reisen zusammen, und Sine kann auch im Weiteren recht souverän mit Pöbeleien durch Soldaten und ähnlichen Problemen umgehen. Er erzählt ihr detailliert von seiner vermeintlichen Flucht aus der DDR vor vielen Jahren, was sie sehr beeindruckt. Sine arrangiert auch ein Gespräch über dieses Thema mit einem Mitglied der verbotenen Oppositionspartei NLD. Schließlich werden sie und der Protagonist ein Paar und verbringen einige sehr entspannte Tage an einem See. Auf der Weiterreise jedoch entdeckt sie in seinem Pass den Geburtsort Köln und bemerkt somit, dass seine DDR-Vergangenheit eine Lüge war.
Nachdem er Sine verloren hat, setzt beim Protagonisten nach und nach ein Realitätsverlust ein. Seine psychische Instabilität wird verstärkt durch eine sich verschlimmernde Infektionskrankheit mit Fieberschüben. Zunächst fürchtet er Malaria, ist aber unfähig, einen Test durchzuführen, und hält sich auch im Weiteren nur unzureichend an die Hygienevorschriften. Stattdessen sucht er Sine verzweifelt an allen für Touristen interessanten Orten. Je länger dies dauert, desto unwahrscheinlicher wird jedoch ein Zusammentreffen mit ihr. Er begegnet zunächst dem ihm unsympathischen, aufdringlichen Amerikaner Jeff, der ihm Drogen anbietet und sich schließlich im Streit von ihm trennt. Anschließend aber trifft er Ute, eine freundliche und beruhigend vernünftige Frau, die in Burma Urlaub macht, um sich von ihrer Arbeit in einem Fürther Frauenhaus abzulenken. Sie hilft ihm auch, als seine Erkrankung schlimmer wird. 
Der Leser erfährt nun die Hintergründe für die Fluchtgeschichte und die Reise des Protagonisten: Dieser ist ein Theaterschauspieler, der mit seiner Regisseurin zusammengelebt hat. Die Flucht aus der DDR hat in Wirklichkeit sie erlebt. Aus einem Urlaub in Burma hat sie Fotos von Bewohnern eines Bergdorfes mitgebracht, die selbst keine solchen Bilder machen können. Nach einem Brand der gemeinsamen Wohnung liegt sie nun mit einem schweren Hirnschaden im Koma. Der Hauptdarsteller will an ihrer Stelle die Fotos in das Bergdorf bringen.  
Weil sein Visum sonst ablaufen würde, macht sich der Rucksacktourist schließlich noch immer recht krank allein auf den Weg zum Dorf. Er erreicht Mr. Khin, einen Bergführer, von dem ihm seine Freundin erzählt hatte. Ein Besuch des Dorfes selbst ist aufgrund des schlechten Wetters nicht möglich, doch Mr. Khin verspricht, die Fotos zu überbringen. Er pflegt den Hauptdarsteller gesund und gibt ihm die Möglichkeit, durch eine Spende und einen Brief Kinder in einer nahe gelegenen Schule zu unterstützen, wie es auch die Regisseurin vor ihm getan hat.
Als er am Flughafen auf die Heimreise wartet, trifft der Protagonist Ute wieder. Sie ist in der Zwischenzeit Sine begegnet und übergibt ihm deren E-Mail-Adresse.

## Stil
Das Buch erzählt die Geschichte in kurzen, manchmal beinahe stichpunktartigen Sätzen, wobei sich die Unruhe und die allgemeine Stimmung der Hauptperson auf die Darstellungsweise übertragen. Auffällig ist der Detailreichtum der Schilderung, bei der sich der Tourist häufig in die Betrachtung ungewöhnlicher Kleinigkeiten verliert. Die Gegenwartshandlung ist im Präsens geschrieben, die beiden Rückblenden in der Vergangenheit. Die Unterhaltungen mit Sine und Jeff werden in einer Mischung aus Deutsch und Englisch wiedergegeben. 